# Рождество во Франции

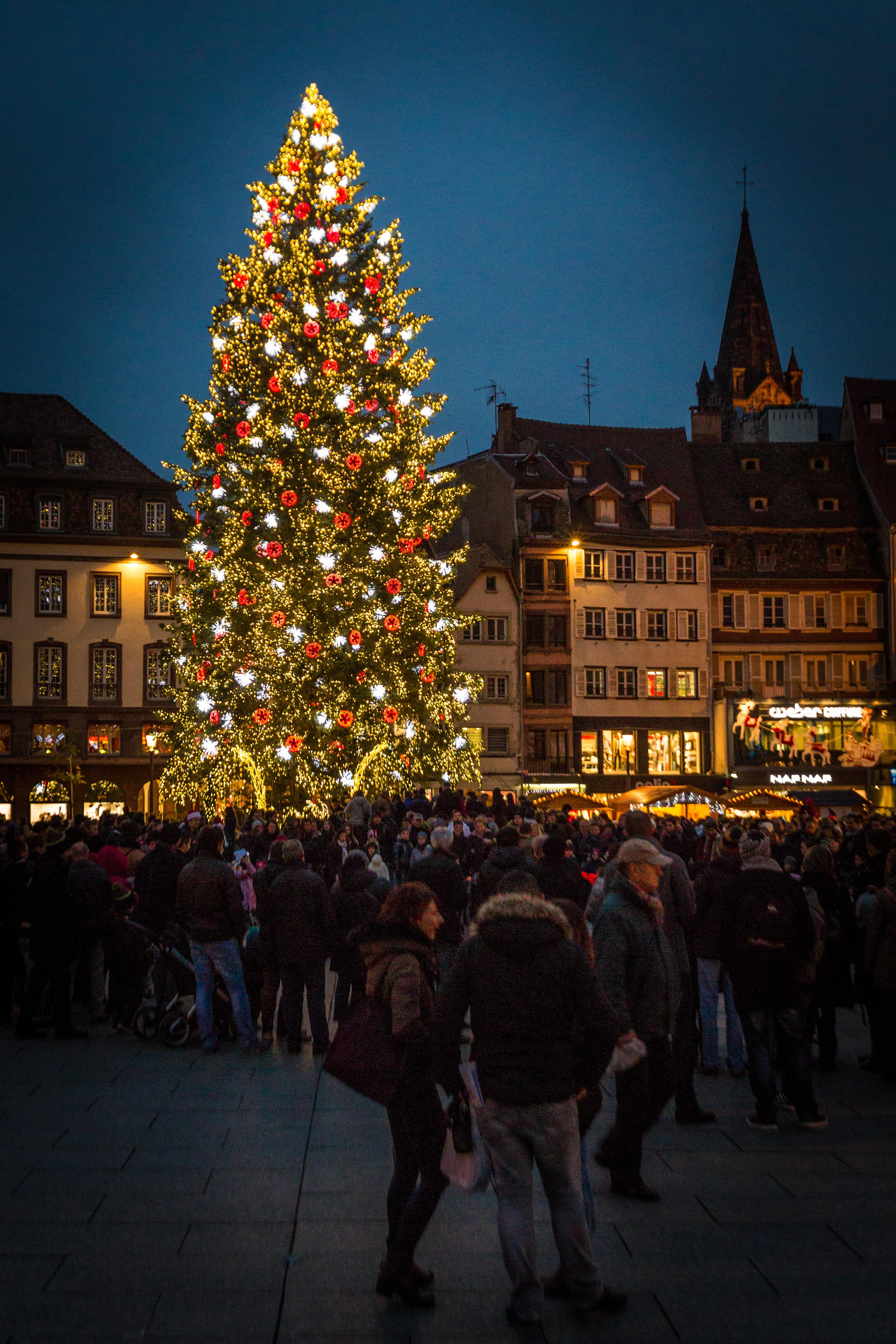
Рождество в Страсбурге

Рождество во Франции (фр. Noël) — один из главных церковных и семейных праздников. Входит в цикл из 12 дней (cycle de Noël), начало которого приходится на 25 декабря, а конец — на 6 января (праздник Богоявления). Отмечается церковной службой и праздничной трапезой в ночь с 24 на 25 декабря. Основными традициями являются рождественская ёлка, обмен подарками и открытками и рождественские ясли. Во многих городах Франции также устраиваются рождественские ярмарки. Хотя Рождество является религиозным праздником, его отмечает также и та часть населения, которая не относит себя к верующим: для большинства французов эта традиция ассоциируется скорее с семейными, нежели с христианскими ценностями.

## История
Празднование Рождества в Европе и, в частности, во Франции имеет долгую историю. Однако в раннем христианстве подобного праздника не было, и лишь во II веке н. э. Церковь задалась вопросом о дате рождения Христа, которая не упоминается ни в одном из Евангелий. В качестве возможных дат назывались 6 января, 25 марта, 10 апреля и пр. Лишь в IV веке, между 330 и 354 годом, император Константин принял решение праздновать Рождество 25 декабря, а в 354 году эта практика была окончательно закреплена папой римским Либерием. Уже в Хронографе 354 года 25 декабря упоминалось как дата рождения Христа. По всей видимости, она была выбрана не случайно: христианство таким образом вступало в соперничество с языческим культом, для которого эта дата также имела важное значение. Так, в Римской империи (частью которой долгое время была Франция) 25 декабря являлось особой датой: это был так называемый «День рождения Непобедимого Солнца» (лат. Dies Natalis Solis Invicti). Её выбрал и закрепил император Аврелиан, объединив день окончания Сатурналий с днём рождения божества Митры, чей культ в то время практиковался в Риме. Христианская же церковь противопоставила этому культу образ Христа как «Светоча справедливости». Постепенно традиция праздновать Рождество 25 декабря получила широкое распространение, и в V веке пришла в Галлию. В 425 году император Феодосий принял закон о всеобщем праздновании Рождества Христова, и с тех пор дата ассоциировалась исключительно с христианской традицией.

## Традиции празднования

### Рождественская ёлка

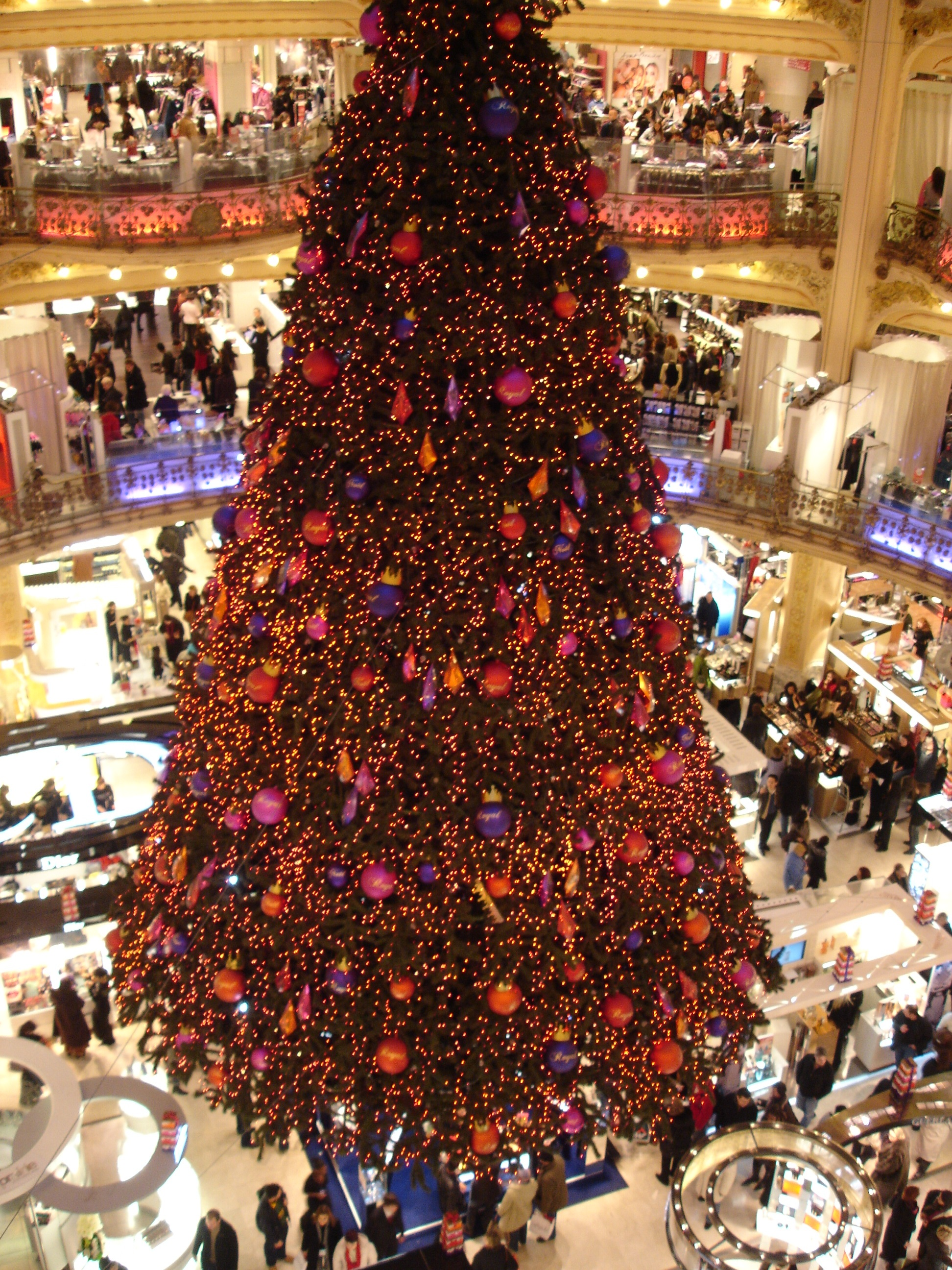
Рождественская ёлка в Галери Лафайет

Во Франции, как и в большинстве европейских стран, одним из главных символов Рождества является рождественская ёлка. Обычай украшать дома в период зимних праздников ветвями вечнозелёных растений восходит ко временам язычества, и христианство переняло его лишь около VII века. Позднее, в XI веке, ель, украшенная красными яблоками, символизировала древо познания в ходе рождественских мистерий, посвящённых теме рая. Однако рождественская ёлка в современном понимании, вероятно, впервые появилась в XVI веке в Альзасе, откуда вскоре распространилась по всей Европе. Во Франции первая рождественская ель была установлена в Версале в 1738 году. Вслед за королевским двором обычай переняла буржуазия, а затем и простонародье. Украшения для елей изготавливались собственноручно (гирлянды, позолоченные орехи и т. п.); в середине XIX века появились доныне популярные ёлочные шары из стекла, а в XX веке начали производить искусственные ели.
В наше время во Франции ежегодно продаётся около пяти миллионов живых елей. Около миллиона из них выращиваются на территории самой Франции, в области Морван (Бургундия).

### Пер-Ноэль и подарки

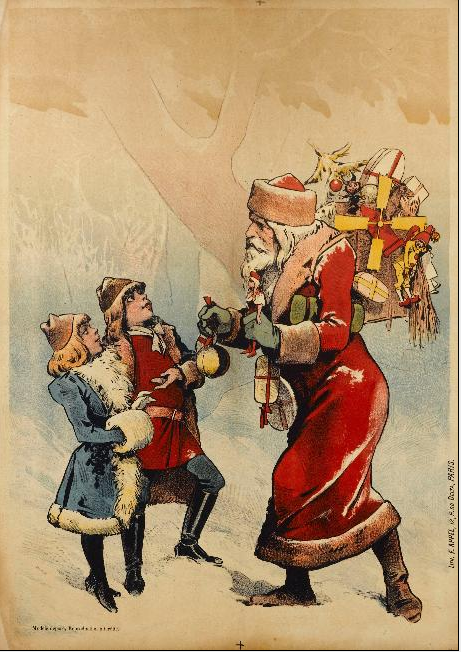
Пер-Ноэль и дети. Литография начала XX века

К XIX веку традиция новогодних подарков постепенно заменяется традицией дарить их на Рождество (преимущественно детям). В настоящее время рождественские подарки однозначно ассоциируются с их главным дарителем — Пер-Ноэлем — однако этот персонаж также впервые появился лишь в XIX веке. Его прообразом послужил святой Николай, память которого отмечается 6 декабря и который считается покровителем детей. Согласно поверью, в ночь с 5 на 6 декабря он путешествует по свету и кладёт подарки в башмачки, оставленные детьми перед камином. Однако подарки получают только хорошие и послушные дети; тем же из них, кто плохо вёл себя в течение года, достаются угольки и розги от «тёмного» спутника святого Николая — Пер-Фуэтара. В некоторых регионах на северо-востоке Франции, в частности, в Лотарингии, традиция сохраняется до сих пор.
Вплоть до XX века Пер-Ноэль не пользовался особой популярностью у французов, но в 1950-х годах, под влиянием растущей известности американского Санта-Клауса (чьим прототипом также был святой Николай), он превратился в основной символ Рождества. Католическая церковь крайне негативно отозвалась на его появление, объявив Пер-Ноэля языческим и еретическим персонажем, заставляющим людей забывать об истинном смысле праздника. В 1951 году в Дижоне даже прошло публичное сожжение Пер-Ноэля перед городским собором. До сих пор в некоторых католических семьях детям говорят, что подарки приносит не Пер-Ноэль, а Младенец Иисус.
Как правило, вручение подарков происходит днём 25 декабря (взрослые также могут обменяться подарками накануне после праздничного ужина). Дети обычно находят свои подарки под рождественской ёлкой.
До повсеместной популяризации Пер-Ноэля в разных регионах Франции существовали свои рождественские персонажи. Так, на востоке, в частности, в Савойе, был известен Пер-Шаланд (фр. Père Chalande); в Нормандии — Барбасьоне (фр. Barbassionné), в Бургундии — Пер-Жанвье (фр. Père Janvier). Во Франш-Конте дарительницей рождественских подарков считалась добрая фея — тётушка Ари.

### Рождественская трапеза

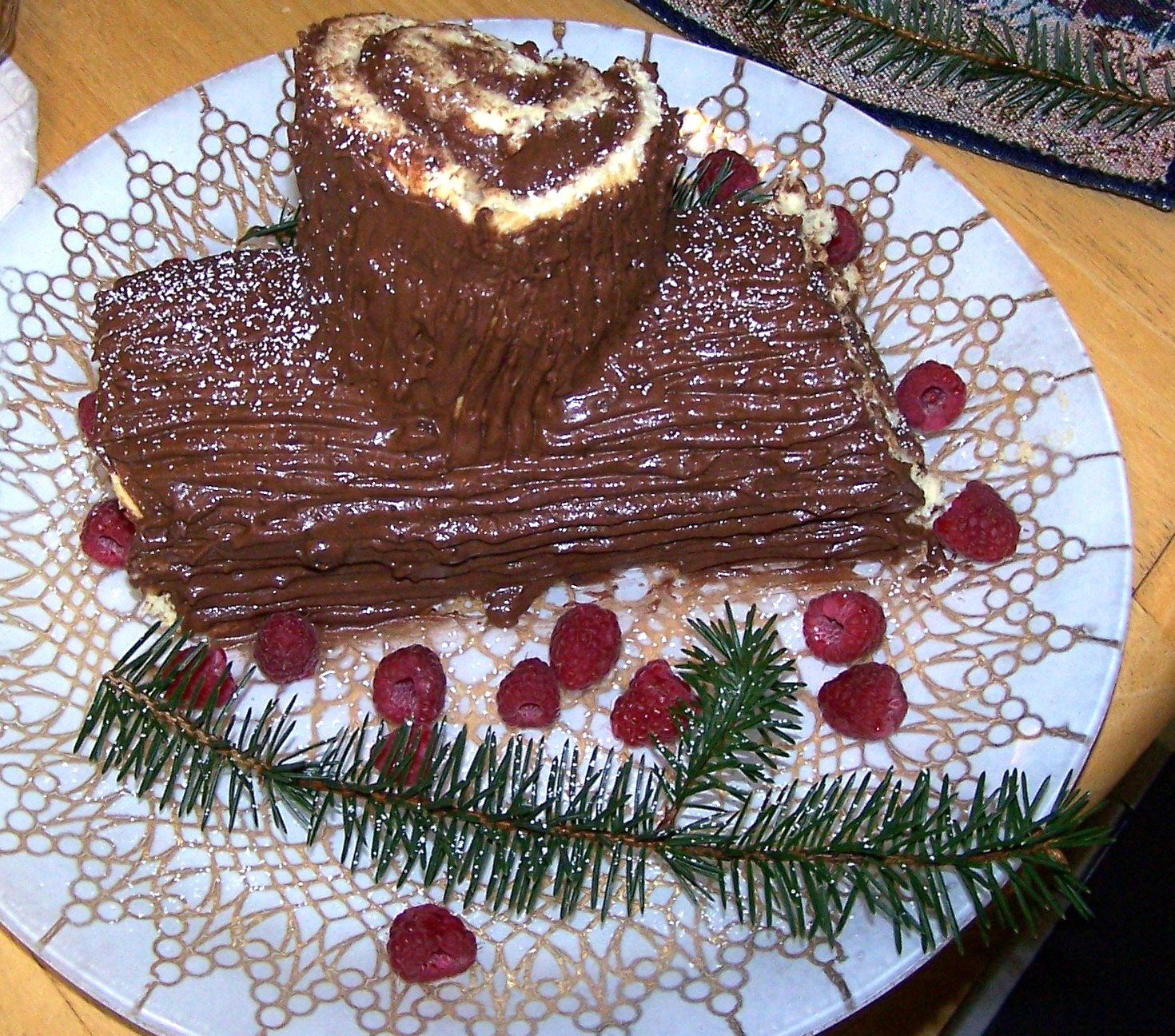
«Рождественское полено»

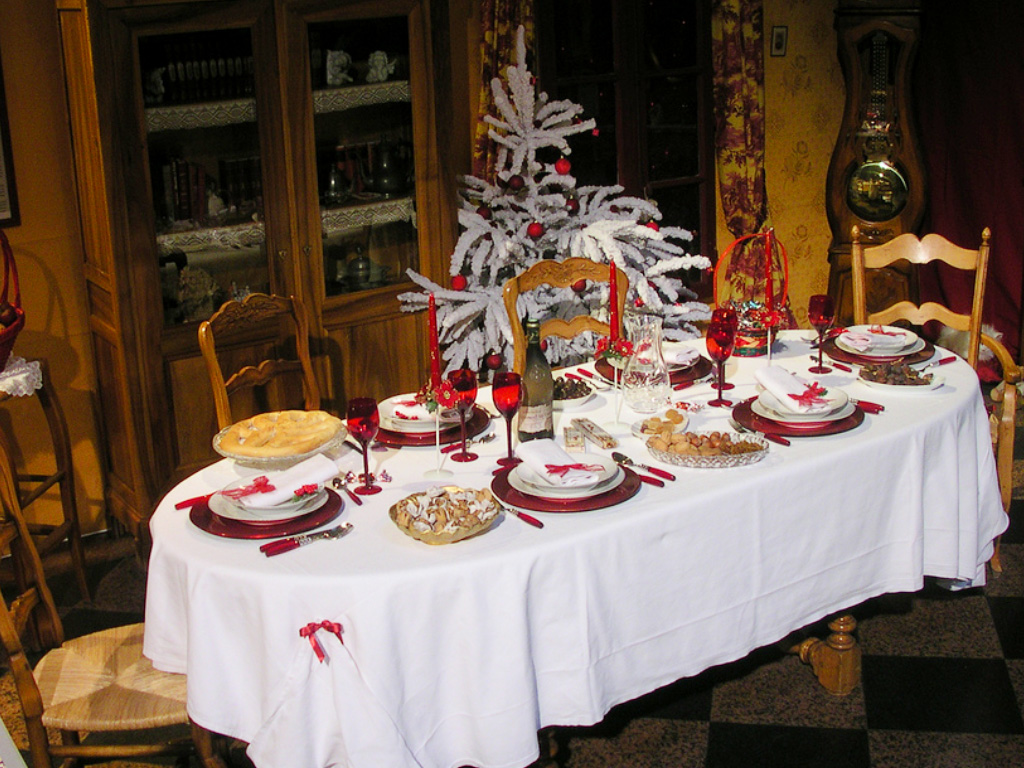
Накрытый стол с тринадцатью десертами

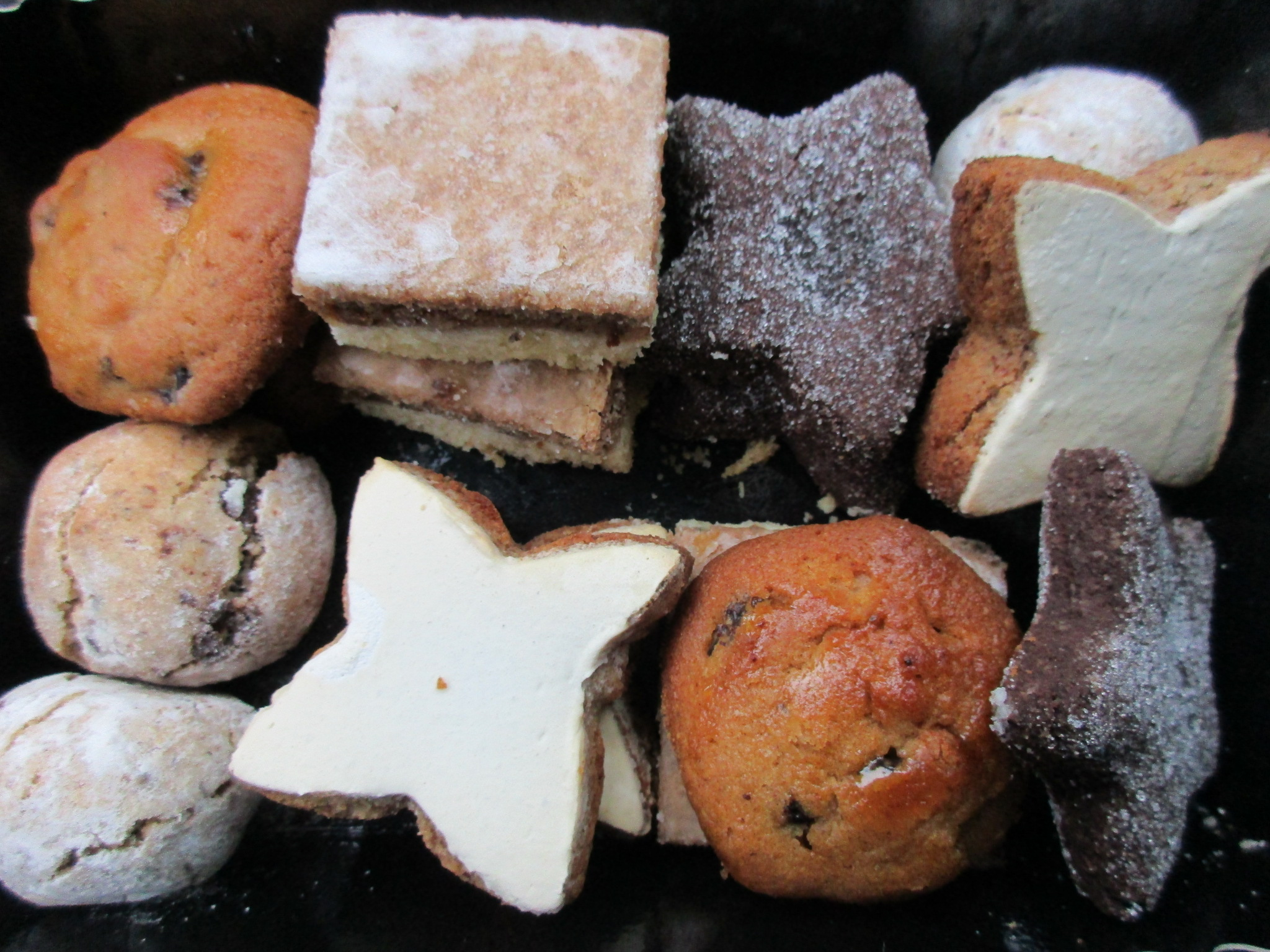
Эльзасские бределе

Традиционно обильный праздничный ужин, известный под названием «ревейон» (фр. réveillon), устраивался в ночь с 24 на 25 декабря, после возвращения семьи с полуночной рождественской мессы. В наши дни мессу посещают далеко не все, однако праздничный ужин в кругу семьи остаётся неизменной традицией, причём для большинства французов рождественская трапеза имеет несравненно большее значение, чем соответствующая новогодняя (также называемая «ревейон»). На столе, как правило, присутствуют фуа-гра, жареная индейка с каштанами, устрицы и копчёный лосось; из десертов наиболее популярны традиционное «рождественское полено» и шоколад.
В разных регионах Франции меню различается в зависимости от местных кулинарных традиций. Так, в Эльзасе популярна сладкая выпечка, в частности, печенье под названием «бределе», разнообразной формы и с различными вкусами. В Провансе рождественская трапеза обычно включает в себя так называемые тринадцать десертов, символизирующие Иисуса в окружении двенадцати апостолов. На севере и востоке Франции распространена сладкая сдоба с изюмом или кусочками шоколада — кунью (фр. cougnou) — чья форма должна напоминать спелёнатого младенца Иисуса. В Бретани на рождественском столе часто присутствует блюдо с различными морепродуктами. В Бургундии принято подавать лучшие бургундские вина, а также местных улиток, приготовленных особым образом.

### Рождественские базары
Во Франции, как и во многих других европейских странах, в последние месяцы года (в период с ноября по декабрь) устраиваются так называемые рождественские базары (фр. Marché de Noël). Их история восходит к XIV—XV веку, причём на рубеже XX—XXI веков традиция пережила новый всплеск популярности.

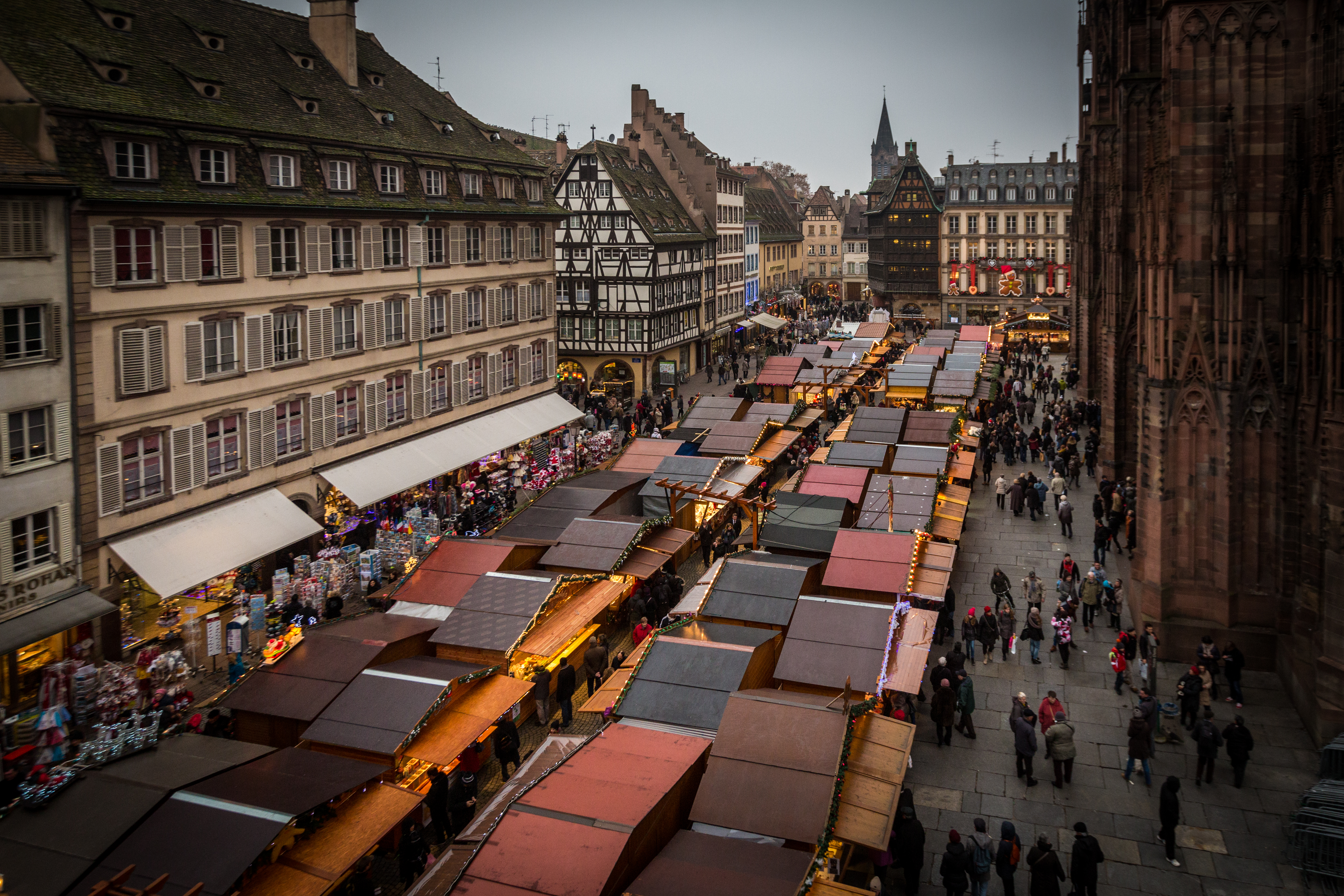
Рождественский базар в Страсбурге (вид со Страсбургского собора)

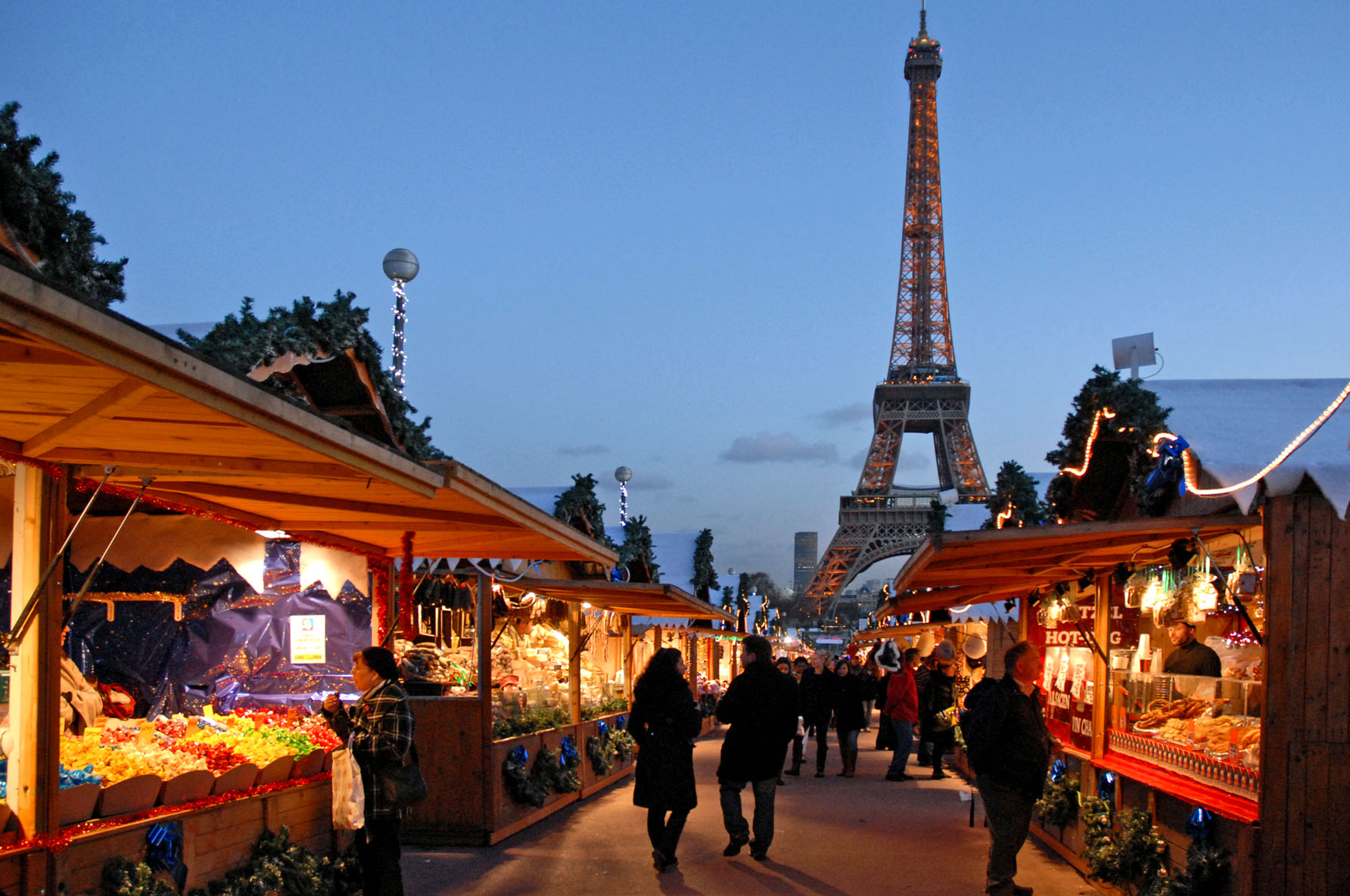
Рождественский базар в Париже

Как правило, они представляют собой деревянные домики-«шале», в которых продаются местные деликатесы, продукция ремесленников, ёлочные украшения и сувениры. Часто на рождественском базаре также присутствует временный каток или колесо обозрения; типичными элементами также являются многочисленные иллюминации и музыка, создающая атмосферу Рождества. Нередко в рамках рождественского базара устраиваются уличные представления и спектакли.
Наиболее старинным и широко известным рождественским базаром во Франции является страсбургский Кришткиндельсмерик, существующий с XVI века. С 1992 года в Страсбурге, наряду с историческим базаром, проводится целый комплекс рождественских мероприятий под общим лозунгом «Страсбург — столица Рождества». Рождественские базары пользуются большой популярностью на всей территории Эльзаса; также многочисленны они в Провансе. В Париже ежегодно организуют несколько рождественских базаров, в том числе на площади перед Аркой Дефанс, близ собора Нотр-Дам и ратуши, в парке Тюильри и пр. Широко известный рождественский базар на Елисейских полях прекратил существование в 2017 году по решению городского совета.

### Рождественские ясли
Ещё одной старинной французской традицией являются рождественские ясли (фр. crèche de Noël). Её авторство приписывается Франциску Ассизскому, который устроил первые ясли в церкви в Греччо, причём роли Марии, Иосифа, младенца Иисуса, волхвов и прочих евангельских персонажей исполняли жители деревни. Со временем традиция устраивать рождественские ясли распространилась в Италии и на юге Франции, а живых актёров заменили деревянные, глиняные и восковые фигурки.
В XVII веке в Неаполе возникла традиция устраивать ясли не только в церквях, но и дома, в семейном кругу. Однако во Франции она получила распространение намного позже, после того как антиклерикальные законы времён Французской революции запретили рождественскую мессу и ясли. Верующие стали воспроизводить дома то, что привыкли видеть в храме — ясли со сценой Рождества — а фигурки святых лепили собственноручно из хлебного мякиша или папье-маше, причём делали их маленькими, чтобы их легко можно было, в случае необходимости, спрятать.

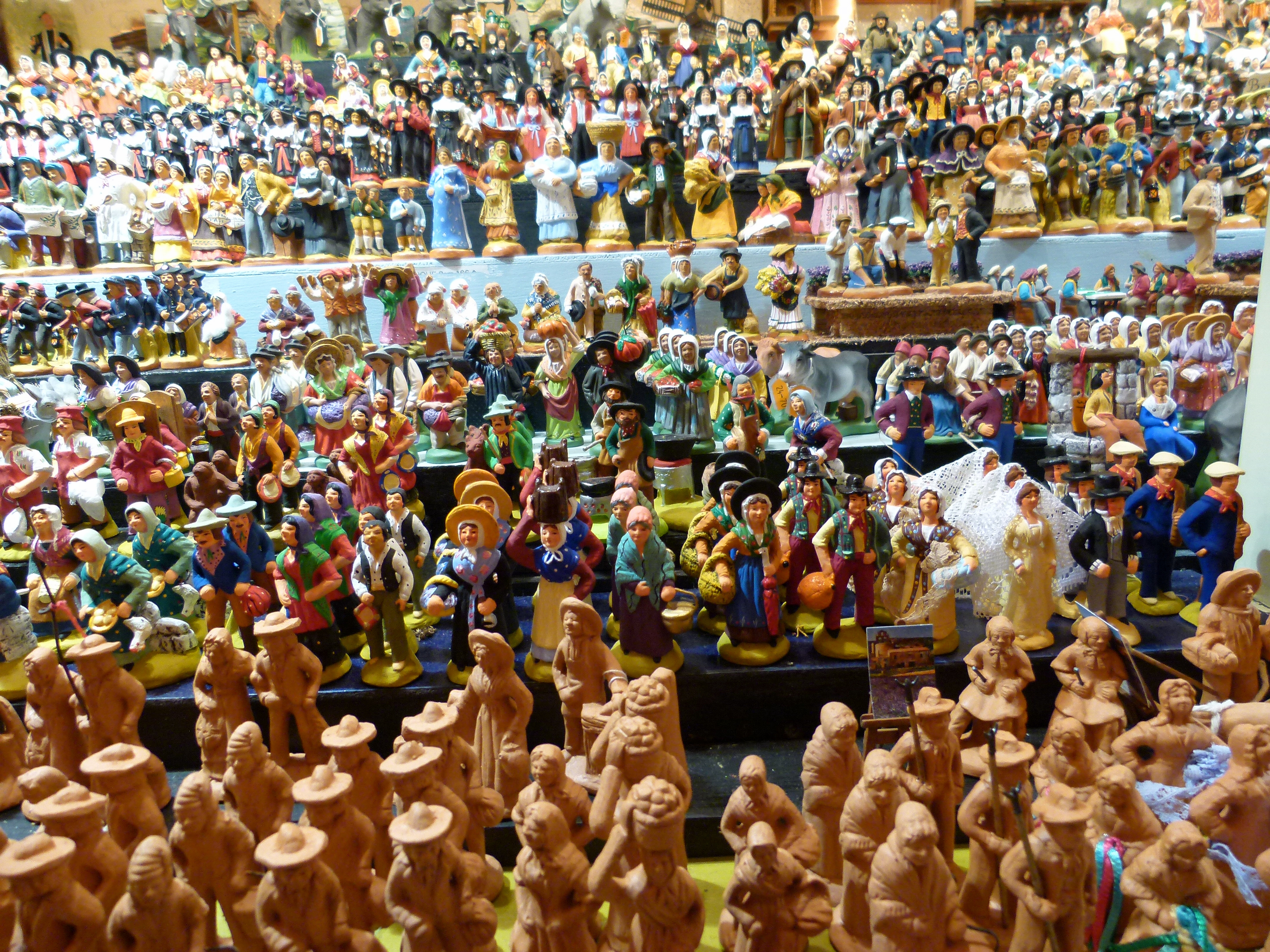
Сантоны на рождественской ярмарке

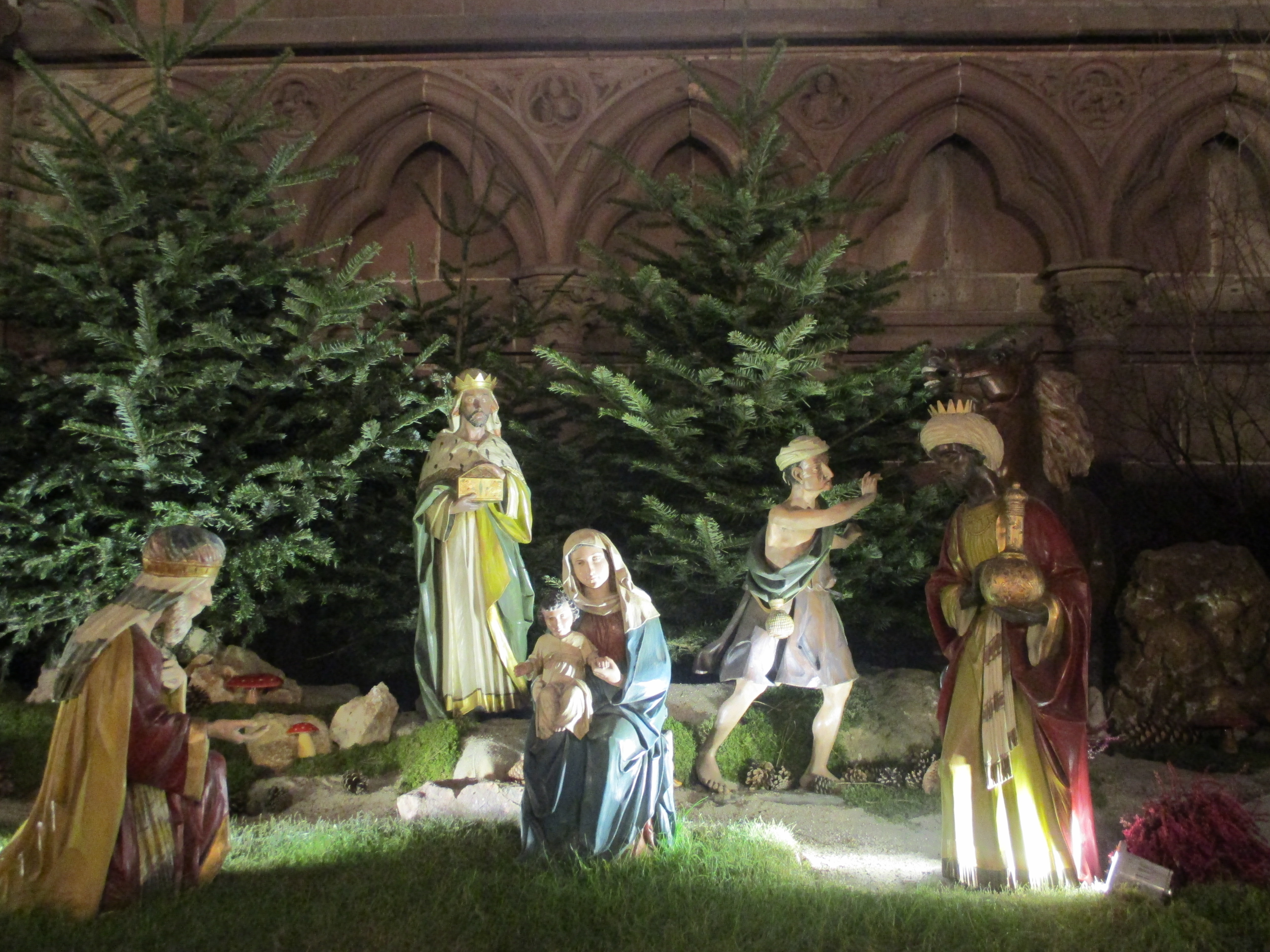
Рождественские ясли в Страсбургском соборе

Особенно популярной новая традиция стала в Провансе, где изготовление подобных фигурок приобрело массовый характер. Их стали называть сантонами (фр. santon), что дословно означает «маленькие святые». Постепенно к библейским персонажам добавились новые образы: сантоны всё чаще изображали простых жителей Прованса, пришедших поклониться младенцу Христу. До сих пор эти яркие, расписанные вручную фигурки пользуются любовью французов: в разных городах Прованса проводятся специальные ярмарки сантонов, а за пределами региона их можно увидеть практически на любом рождественском рынке.
В наше время рождественские ясли традиционно устанавливают в храмах; «домашние» ясли менее популярны. До недавних пор ясли можно было также увидеть на улицах французских городов, однако в последние годы эта традиция вызывает серьёзную полемику: утверждается, что ясли как религиозный символ несовместимы с принципами светского государства. Сторонники рождественских яслей утверждают, что ясли следует рассматривать не как религиозную, а как культурную традицию, являющуюся историческим наследием Франции.